# Rafaela (nombre)
Rafaela es un nombre propio femenino de origen hebreo,  derivado del hebreo רפאל (Rephael o Rafa'el), y su significado es «Dios ha curado».

## Variantes del Nombre
- Femenino: Raffaella, Raffaela, Rafaella
  - Alterado: Raffaelina, Raffaellina
  - Diminutivos: Lella, Raf, Raffa, Raffiti, Rafi
- Masculino: Rafael, Raphael, Raffaello, Raffaele

## Variantes en otros idiomas
| Variantes en otras lenguas | Variantes en otras lenguas |
| -------------------------- | -------------------------- |
| Alemán                     | Raffaela, Raphaela         |
| Árabe                      | رافاييلا                   |
| Armenio                    | Rafaela                    |
| Español                    | Rafaela                    |
| Francés                    | Raphaëlle                  |
| Italiano                   | Raffaella, Raffaela        |
| Japonés                    | ラファエラ                 |
| Portugués                  | Rafaela                    |
| Ruso                       | Рафаела                    |

## Personalidades que llevan ese nombre
- Raffaella Carrà: cantante, compositora, bailarina, actriz y presentadora de televisión italiana.
- Rafaela Herrera: fue una criolla española considerada como heroína nacional de Nicaragua.
- Rafaela Díaz Valiente: conocida artísticamente como Rafaela Aparicio, fue una actriz teatral y cinematográfica española.
- Raffaella Camet: jugadora peruana de voleibol.
- Raffaella Fico: cantante y modelo italiana.
- Raffaella Giordano: bailarina, coreógrafa y maestra italiana.
- Rafaela Romero: abogada y política española.